# Nihonogomphus indicus
Nihonogomphus indicus är en trollsländeart som beskrevs av Lahiri 1987. Nihonogomphus indicus ingår i släktet Nihonogomphus och familjen flodtrollsländor. IUCN kategoriserar arten globalt som otillräckligt studerad. Inga underarter finns listade i Catalogue of Life.